# Benaissa Benamar
Benaissa Benamar (in arabo بنعيسى بنعمر‎?; Amsterdam, 8 aprile 1997) è un calciatore marocchino con cittadinanza olandese, difensore del CSKA 1948 Sofia.

## Caratteristiche tecniche
È un difensore centrale.

## Carriera
Nato ad Amsterdam, nel suo percorso giovanile gioca presso diverse squadre della capitale fra cui l'Ajax, dove milita dal 2006 al 2009; nel 2016 si trasferisce al Twente che lo aggrega subito alla sua seconda squadra, dove debutta il 3 settembre in occasione del match di Tweede Divisie perso 5-0 contro lo Spakenburg. Nel 2018 si trasferisce in Marocco all'IR Tanger, dove però fatica a trovare spazio giocando 6 incontri di campionato e 3 nelle competizioni internazionali.
Nel 2019 fa ritorno in Olanda, acquistato dal Telstar, dove entro poco tempo si conferma titolare al centro della difesa, collezionando 26 presenze alla sua prima stagione di Eerste Divisie. Il 6 gennaio 2021 si trasferisce all'Utrecht ed una settimana più tardi debutta in Eredivisie giocando l'incontro perso 1-0 contro il Vitesse.

## Statistiche
Statistiche aggiornate al 10 aprile 2021.

### Presenze e reti nei club
| Stagione           | Squadra            | Campionato         | Campionato | Campionato | Coppe nazionali | Coppe nazionali | Coppe nazionali | Coppe continentali | Coppe continentali | Coppe continentali | Altre coppe | Altre coppe | Altre coppe | Totale | Totale | Totale |
| Stagione           | Squadra            | Comp               | Pres       | Reti       | Comp            | Pres            | Reti            | Comp               | Pres               | Reti               | Comp        | Pres        | Reti        | Pres   | Reti   |        |
| ------------------ | ------------------ | ------------------ | ---------- | ---------- | --------------- | --------------- | --------------- | ------------------ | ------------------ | ------------------ | ----------- | ----------- | ----------- | ------ | ------ | ------ |
| 2016-2017          | Jong Twente        | 2D                 | 25         | 1          |                 | -               | -               |                    | -                  | -                  |             | -           | -           | 25     | 1      |        |
| 2017-2018          | Jong Twente        | 3D                 | 14         | 0          |                 | -               | -               |                    | -                  | -                  |             | -           | -           | 14     | 0      |        |
| Totale Jong Twente | Totale Jong Twente | Totale Jong Twente | 39         | 1          |                 | -               | -               |                    | -                  | -                  |             | -           | -           | 39     | 1      |        |
| 2018-2019          | IR Tanger          | BP                 | 6          | 0          | CM              | 0               | 0               | CCL+CCC            | 1+2                | 0                  |             | -           | -           | 9      | 0      |        |
| 2019-2020          | Telstar            | 1D                 | 26         | 3          | CO              | 2               | 1               |                    | -                  | -                  |             | -           | -           | 28     | 4      |        |
| 2020-gen. 2021     | Telstar            | 1D                 | 13         | 0          | CO              | 0               | 0               |                    | -                  | -                  |             | -           | -           | 13     | 0      |        |
| Totale Telstar     | Totale Telstar     | Totale Telstar     | 39         | 3          |                 | 2               | 1               |                    | -                  | -                  |             | -           | -           | 41     | 4      |        |
| gen.-giu. 2021     | Utrecht            | ED                 | 3          | 0          | CO              | 0               | 0               |                    | -                  | -                  |             | -           | -           | 3      | 0      |        |
| Totale carriera    | Totale carriera    | Totale carriera    | 87         | 4          |                 | 2               | 1               |                    | 3                  | 0                  |             | -           | -           | 92     | 5      |        |